# Margrete Fredkulla
Pour les articles homonymes, voir Marguerite, princesse de Danemark.

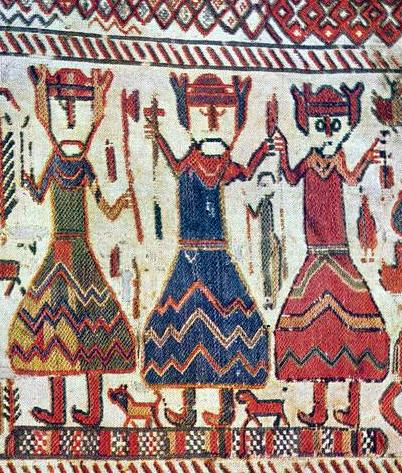
Ces trois rois sur la tapisserie contemporaine de Skog ont été considérés par les historiens Lagerqvist et Åberg comme une allusion possible à la conférence de paix des rois de Scandinavie à l'occasion de laquelle Margrete Vierge de la Paix, fille d'Inge de Suède, fut donnée en mariage au roi de Norvège.

Margrete Fredkulla Ingesdotter (vers 1080 - entre 1117 et 1130), princesse suédoise, fille d'un roi de Suède, d'abord reine consort de Norvège, puis reine consort de Danemark, mariée à Magnus III de Norvège puis à Niels de Danemark, et régente de fait de ce dernier pays. Elle est connue sous le nom de Margareta Fredkulla en suédois, de Margret Fredskolla en norvégien et Margrete Fredkulla en danois.

## Biographie
Margrete fut la fille du roi très chrétien Inge Ier de Suède et d'une princesse Elin (Hélène), qui était peut-être une chrétienne de rite oriental (et plus précisément une princesse russe varègue). Margrete fut mariée en 1101 au roi Magnus III de Norvège. Ce mariage avait été arrangé lors d'un traité de paix entre ces deux pays et c'est à partir de ce moment qu'elle fut surnommée Fredkulla, nom qui signifie « vierge de la paix ». Elle reçut en dote différents secteurs de la Suède, apparemment en Västergötland.
En 1103, devenue veuve après deux ans de mariage sans avoir donné d'héritier à Magnus III de Norvège, elle quitta la Norvège, ce qui fut ressenti comme une insulte par les Norvégiens, qui l'accusèrent d'avoir en cette occasion volé les reliques de saint Olaf.
En 1105 elle se remaria à Niels de Danemark, roi depuis 1104Ce dernier est parfois décrit comme un roi sans énergie, incapable de gérer efficacement les affaires du pays. Toujours est-il que Margrete Fredkulla semble avoir exercé une influence inaccoutumée  pour une simple reine consort. Fait extrêmement rare dans l'Europe du Moyen Age, son nom est mentionné sur les monnaies du temps à côté de celui de Niels.
Les clercs ont laissé d'elle le souvenir d'une reine pieuse et généreuse envers les églises. C'est ainsi que vers 1114, Thibaud d'Étampes, alors écolâtre de Caen lui adresse une lettre de remerciement pour une de ses libéralités envers l'abbaye aux Hommes fondée à la génération précédente par Guillaume le Conquérant. Elle est également à l'initiative de la construction de l' église de Vä. 
La date de sa mort n'est pas établie avec certitude, et a pu survenir dès 1117 comme l'ont pensé certains historiens danois ; elle est quoi qu'il en soit antérieure à 1130, date à laquelle Niels se remarie à Ulvild Haakonsdatter la veuve de Inge II de Suède. Ses domaines en Suède servirent de base à son fils unique Magnus Nilsson, dit aussi Magnus Ier de Götaland, ou Magnus Ier de Suède, lorsqu'il réclame le trône de ce dernier pays.